# Mirounga leonina
El elefante marino del sur o meridional (Mirounga leonina) es una especie de mamífero pinnípedo de la familia Phocidae. No se reconocen subespecies.

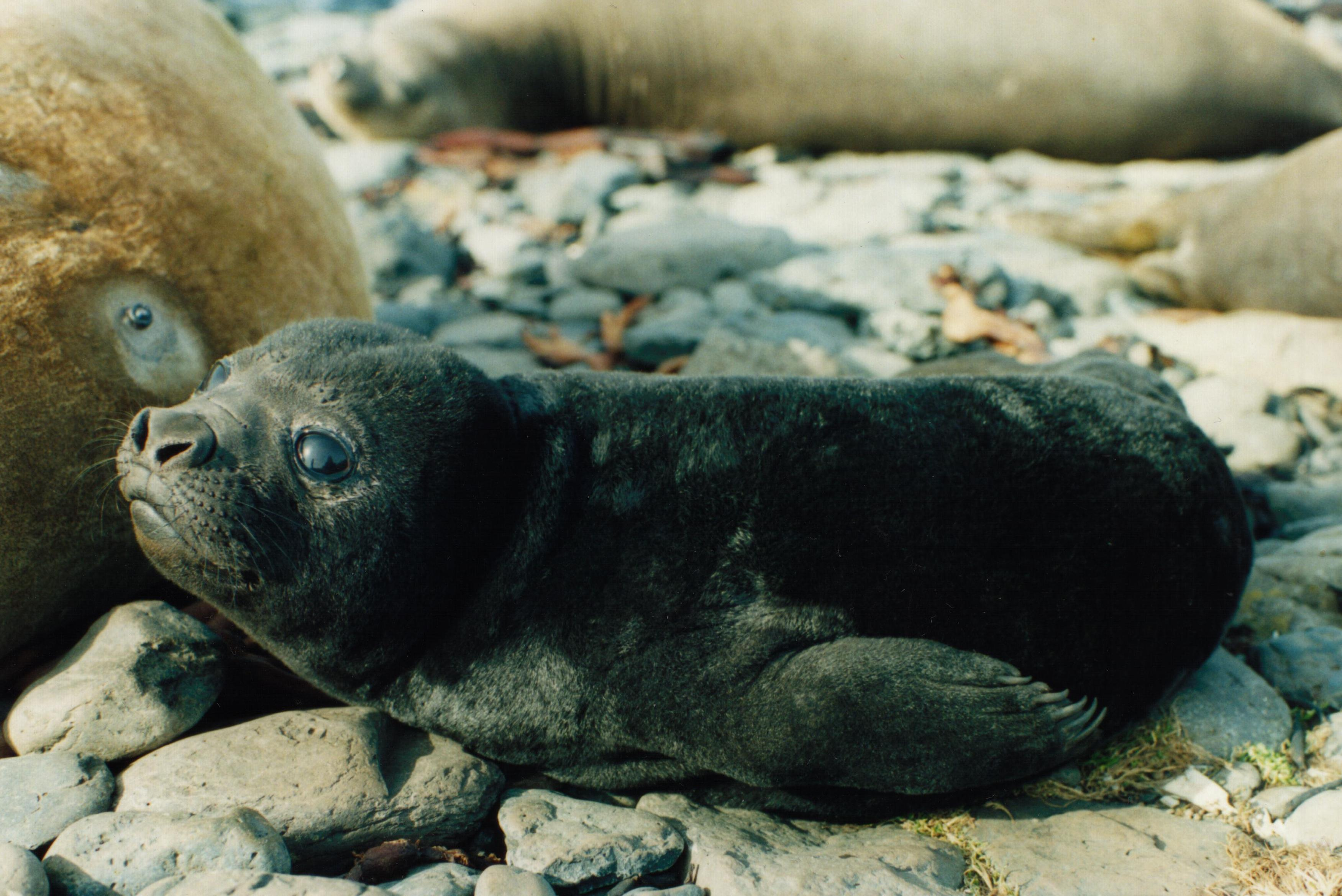
Una cría de elefante marino del sur en las islas Kerguelen.

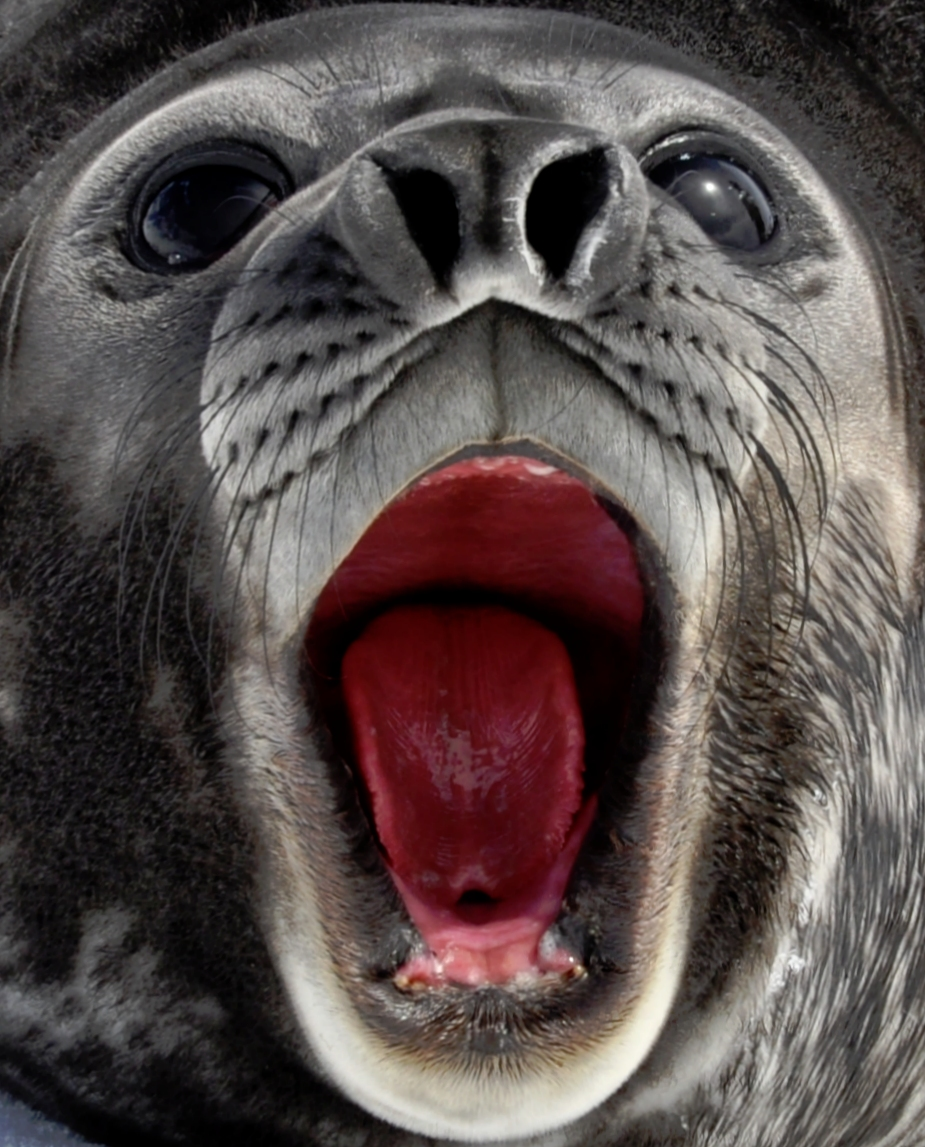
Vista en primer plano de un elefante marino del sur joven, mostrando detalles de la cara y la boca (Georgias del Sur).

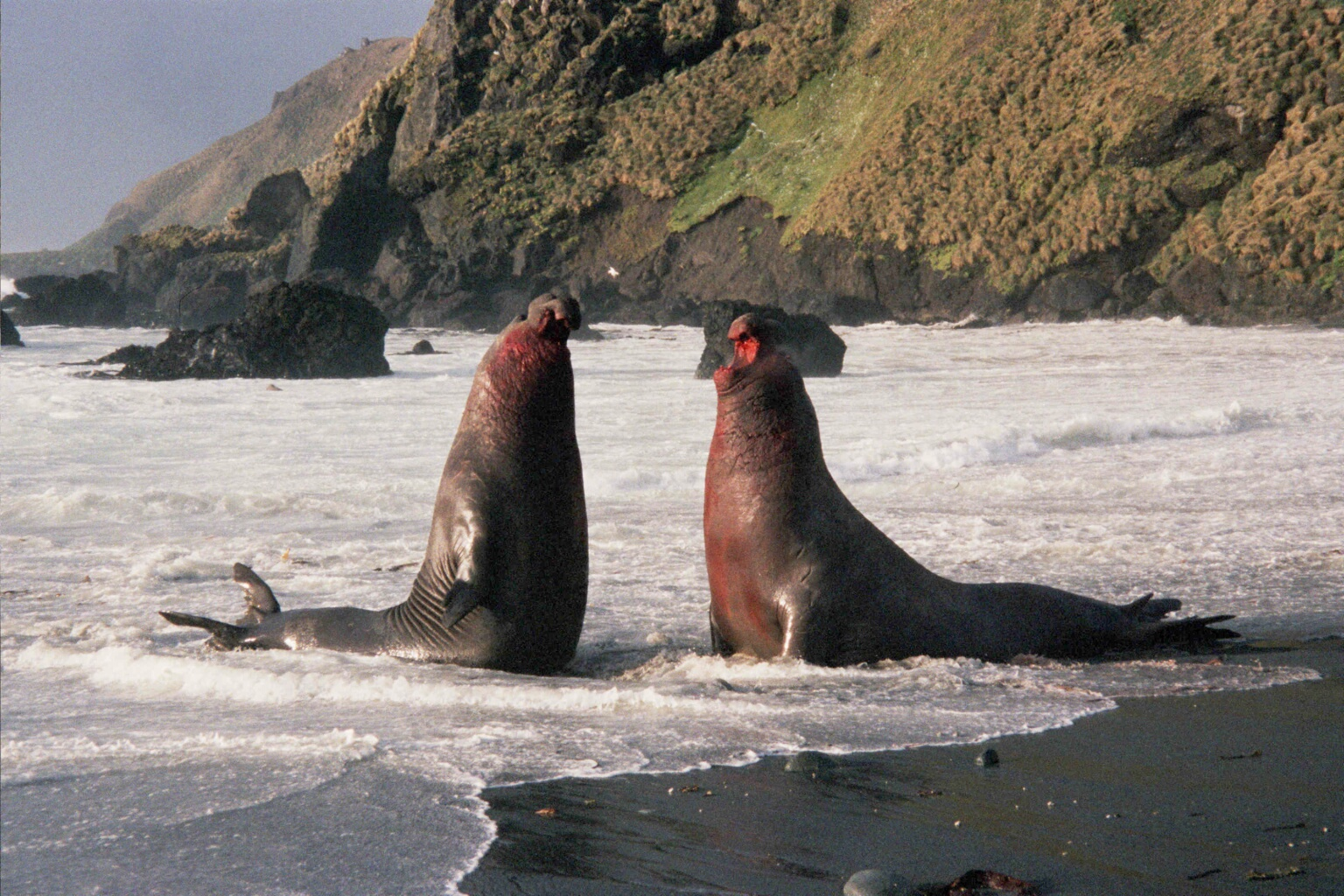
Pelea de dos machos en una playa de la isla Macquarie.

## Descripción
Debe su nombre común no sólo a su enorme tamaño, sino a la presencia en los machos adultos de una probóscide que cuelga por encima de la boca, y que puede ser inflada junto con una bolsa sobre el hocico. Esta corta trompa, que mide unos 30 cm, es usada para luchar o amenazar a otros machos durante la estación reproductora. Presenta un marcado dimorfismo sexual, ya que los machos adultos pueden llegar a medir más de 4,5 m de largo y alcanzar un peso de entre 2.200 y 4.000 kg, aunque se han registrado ejemplares de más de 6 m y de más de 6.000 kg. La hembra es bastante más pequeña, no superando los 3,5 m y los 900 kg.
Los ojos son grandes, redondos y negros. Ojos anchos y una alta concentración de pigmentos bajo la luz sugiere que la vista juega un papel importante en la captura de presas. Los elefantes marinos tienen extremidades posteriores, cuyos extremos forman la cola y la aleta caudal. Cada uno de los "pies" pueden desplegar cinco dedos largos palmeados. Esta palma ágil, dual es utilizada para la propulsión en el agua. Las aletas pectorales son poco utilizadas durante la natación. Si bien los miembros posteriores no son aptos para la locomoción en tierra, los elefantes marinos utilizan sus aletas como apoyo para impulsar sus cuerpos. Son capaces de impulsarse rápidamente (8 km/h) de esta manera en trayectos de corta distancia, para volver al agua o perseguir a un intruso.
Las crías nacen con pelaje y son completamente negras. Su pelaje es inadecuado en el agua, pero protege a las crías por aislarlos del aire frío. La primera muda acompaña el destete. Después de la muda, los abrigos se vuelven gris y marrón, dependiendo del grosor y la humedad del pelo. Entre los machos mayores de esa edad, la piel toma la forma de un cuero grueso que está a menudo lleno de cicatrices.
Los elefantes marinos tienen una circulación sanguínea adaptada al frío, de tal manera que una mezcla de pequeñas venas rodean las arterias para conservar el calor. Esta estructura está presente en las extremidades como las patas traseras.

## Densidad y población
La población mundial es aproximadamente de 650 000 individuos. Varios estudios y seguimientos han indicado las rutas recorridas por los elefantes marinos, lo que demuestra que su principal área de alimentación está en el borde del continente antártico. Aunque los elefantes marinos pueden bajar a tierra en la Antártida de vez en cuando para descansar o para aparearse, se reúnen para reproducirse en lugares subantárticos.
Existen tres subpoblaciones geográficas.
- La subpoblación del Atlántico Sur, con más de 400 000 especímenes es la más grande, incluyendo aproximadamente 113 000 hembras reproductoras en las islas Georgias del Sur. Las colonias de cría se ubican también en las islas Malvinas y en Península Valdés, en la Patagonia Austral; esta última es la única población de cría continental.

- La subpoblación del océano Índico sur, compuesta de hasta 200 000 individuos, tres cuartas partes de los cuales se reproducen en las islas Kerguelen y el resto en las islas Crozet, las islas Príncipe Eduardo y Marion, y la isla Heard. Algunos especímenes también se reproducen en la isla Ámsterdam.

- La subpoblación del océano Pacífico sur, la que cuenta con alrededor de 75 000 ejemplares, y se reproduce en las islas subantárticas que se encuentran al sur de Tasmania y Nueva Zelanda, principalmente en la isla Macquarie.

Antiguamente existieron colonias en Tasmania, Santa Helena y las islas de Juan Fernández, frente a las costas de Chile. En el momento de muda, se han encontrado a veces, especímenes en Sudáfrica, Australia o Uruguay. También ha habido informes de animales perdidos en las costas de Mauricio o en las costas de Chile, el Perú y Ecuador, en el área del golfo de Guayaquil. e inclusive en Panamá